# WAR (baseball)
Pour les articles homonymes, voir War.

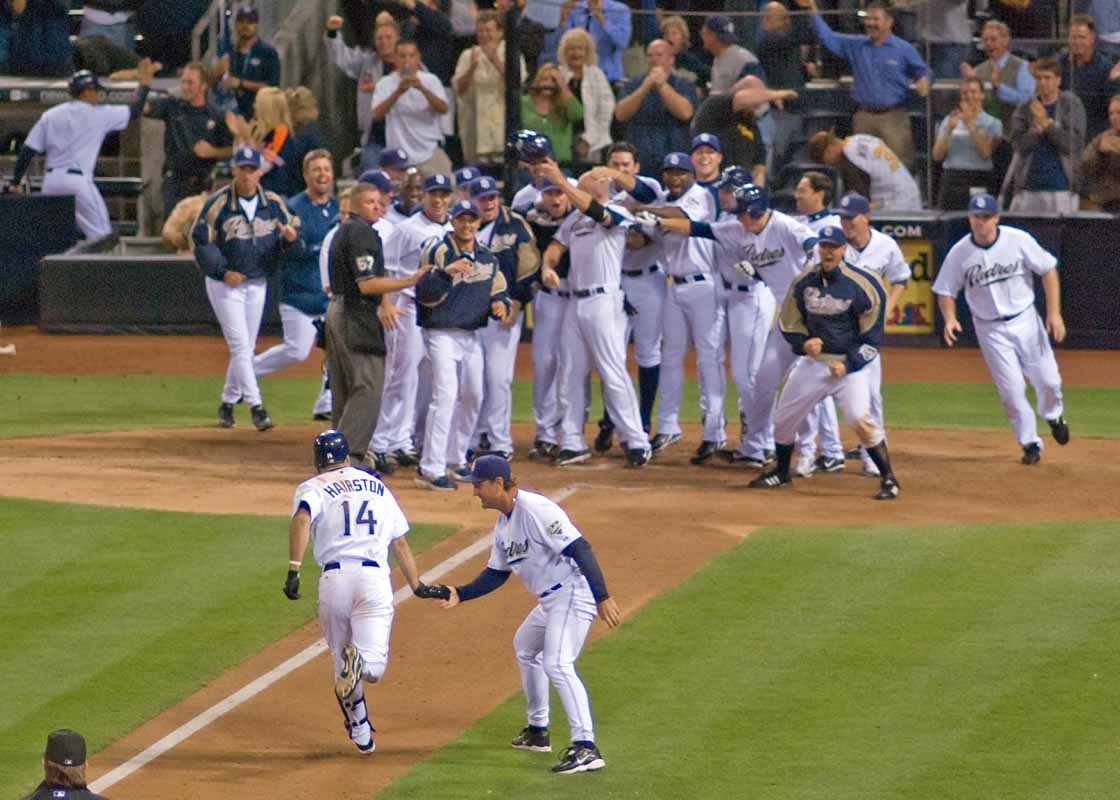

WAR, acronyme pour Wins Above Replacement signifiant en français : « victoires au-dessus du remplacement », est une statistique sabermétrique utilisée pour mesurer la valeur apportée à leur équipe par les joueurs de baseball.
Elle vise à quantifier le nombre de victoires supplémentaires qu'un joueur procure à son équipe si elle le préfère à un joueur de niveau égal à la moyenne. Ce joueur de niveau moyen (ou niveau de remplacement, en anglais replacement-level player) est la valeur à laquelle l'autre joueur est comparé.
La statistique WAR, qui tient compte des aptitudes offensives et défensives, peut être négative, c'est-à-dire que l'ensemble des performances d'un joueur peut en fait avoir coûté des défaites à son club.

## Calcul
La WAR est une statistique dont le calcul n'est pas standard. Le site web Baseball-Reference, imposante base de données sur le baseball, a son propre calcul. Les publications FanGraphs et Baseball Prospectus, spécialisées dans la sabermétrie, ont aussi leurs formules, légèrement différentes, pour chiffrer la statistique. Ces publications utilisent aussi des acronymes légèrement pour les différencier : rWAR pour Baseball-Reference, fWAR pour FanGraphs, WARP pour Baseball Prospectus. La WAR de Baseball-Reference est nommée rWAR en référence au surnom Rally Monkey donné à son créateur, Sean Smith. Le site a commencé à intégrer la statistique en 2010.
Le calcul de la WAR tient compte du jeu offensif et défensif d'un joueur, et est ajusté pour la position à laquelle ce joueur évolue, son temps de jeu, le contexte de la ligue et de l'époque à laquelle il évolue, ainsi que son environnement, (park factor), les stades des Ligues majeures ayant des caractéristiques différentes
Les formules sont aussi différentes pour les joueurs de position et les lanceurs, dont les rôles durant un match de baseball sont fort éloignés. La WAR peut être décomposée pour mesurer spécifiquement l'effet d'un joueur sur les aspects offensif ou défensif du jeu : on parlera alors de WAR offensife (oWAR) ou WAR défensive (dWAR). La statistique WAR accorde une attention particulière au jeu défensif, un aspect du baseball traditionnellement difficile à mesurer. Le défi que représente la mesure objective de l'apport défensif d'un joueur est la principale raison expliquant les disparités entre les différentes formules calculant la WAR.
La WAR s'avère aussi pratique comme point de comparaison entre joueurs ayant évolué à des époques différentes.

## Usage
À l'instar de nombreuses autres statistiques avancées dites sabermétriques, WAR fait une timide percée dans la littérature sportive et les médias sportifs de masse au cours de la décennie 2010. Le réseau ESPN, par exemple, est l'un des médias ayant intégré la statistique à sa couverture sportive et il utilise sur son site web le calcul proposé par Baseball-Reference.

### Critiques
Cette percée de la WAR est surtout compliquée par le fait qu'il n'existe pas de formule unique pour cette statistique. Il s'agit d'une des principales critiques formulée par ses détracteurs. Certains estiment aussi qu'il est impertinent de comparer un joueur véritable à un « joueur de niveau du remplacement » qui, à leur avis, n'est qu'un joueur virtuel n'existant pas réellement et auquel on attribue une valeur subjective. La valeur de ce joueur de remplacement est en réalité calculée selon des données statistiques réelles, qui sont révisées et ajustées au besoin. Cette évolution et ces révisions du joueur de remplacement fournissent aussi des armes aux détracteurs de la statistique, qui l'interprètent comme une preuve qu'elle manque de crédibilité.

### Controverse
À la fin de la saison 2012 du baseball majeur, la statistique WAR a été partie intégrante du débat entre analystes et partisans au sujet du joueur qui méritait le plus de gagner le prix du joueur par excellence de l'année dans la Ligue américaine de baseball, entre Miguel Cabrera des Tigers de Détroit et Mike Trout des Angels de Los Angeles. D'un côté, Cabrera venait de remporter la première triple couronne en 45 ans, c'est-à-dire qu'il avait mené la ligue pour la moyenne au bâton, les circuits et les points produits. Les sabermétriciens considèrent les points produits comme une statistique peu utile pour juger de la qualité d'un joueur, puisque largement dépendante des performances de ceux qui précèdent un frappeur dans l'ordre de frappe de son équipe, tandis que la moyenne au bâton en indique davantage lorsqu'elle est mise en contexte avec la moyenne de présence sur les buts. De plus, la triple couronne ne mesure aucunement l'apport, positif ou négatif, d'un joueur en défensive. Mike Trout avait globalement mieux performé que Cabrera dans un plus grand nombre de statistiques offensives, qu'il n'avait pas nécessairement mené, en plus d'être supérieur défensivement. La WAR concédait à Trout un apport plus grand sur les résultats de son club : une valeur de 10,7 victoires de plus pour les Angels, tandis que Cabrera donnait 6,9 victoires de plus aux Tigers.
Une fois le vote désignant le lauréat révélé en novembre 2012, Cabrera a facilement remporté le prix. Le débat qui a précédé l'annonce du lauréat a pris les allures d'un conflit de visions et de générations entre les partisans des statistiques dites traditionnelles et ceux des mesures plus modernes.

## Records

### Ligue majeure de baseball

#### En carrière

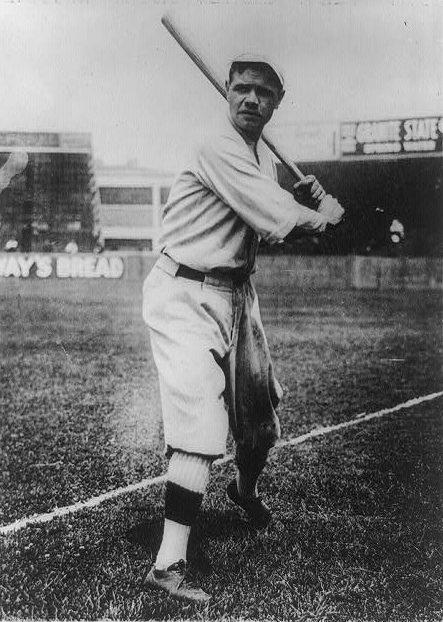
Babe Ruth.

- Les meneurs de l'histoire de la Ligue majeure de baseball pour les victoires au-dessus du remplacement (WAR) en carrière[13] :

| Rang | Joueur         | Pos. | Années jouées | WAR   |
| ---- | -------------- | ---- | ------------- | ----- |
| 1    | Babe Ruth      | V-L  | 1914-1935     | 183,6 |
| 2    | Cy Young       | L    | 1890-1911     | 168,4 |
| 3    | Walter Johnson | L    | 1907-1927     | 165,6 |
| 4    | Barry Bonds    | V    | 1986-2007     | 162,4 |
| 5    | Willie Mays    | V    | 1951-1973     | 156,2 |
| 6    | Ty Cobb        | V    | 1905-1928     | 151,1 |
| 7    | Hank Aaron     | V    | 1954-1976     | 142,6 |
| 8    | Roger Clemens  | L    | 1984-2007     | 140,3 |
| 9    | Tris Speaker   | V    | 1907-1928     | 133,6 |
| 10   | Honus Wagner   | AC   | 1897-1917     | 131,0 |

#### Une seule saison
- Les meneurs de l'histoire de la Ligue majeure de baseball pour les victoires au-dessus du remplacement (WAR) en une seule saison par un joueur de position[14] :

| Rang | Joueur           | Équipe                   | Année | WAR  |
| ---- | ---------------- | ------------------------ | ----- | ---- |
| 1    | Babe Ruth        | Yankees de New York      | 1923  | 14,0 |
| 2    | Babe Ruth        | Yankees de New York      | 1921  | 12,9 |
| 3    | Babe Ruth        | Yankees de New York      | 1927  | 12,4 |
| 3    | Carl Yastrzemski | Red Sox de Boston        | 1967  | 12,4 |
| 5    | Rogers Hornsby   | Cardinals de Saint-Louis | 1924  | 12,1 |
| 6    | Barry Bonds      | Giants de San Francisco  | 2001  | 11,9 |
| 6    | Babe Ruth        | Yankees de New York      | 1920  | 11,9 |
| 8    | Barry Bonds      | Giants de San Francisco  | 2002  | 11,8 |
| 8    | Lou Gehrig       | Yankees de New York      | 1927  | 11,8 |
| 10   | Babe Ruth        | Yankees de New York      | 1924  | 11,7 |

- Les lanceurs meneurs de l'histoire de la Ligue majeure de baseball pour les victoires au-dessus du remplacement (WAR) en une seule saison[15] :

| Rang | Joueur            | Équipe                    | Année | WAR  |
| ---- | ----------------- | ------------------------- | ----- | ---- |
| 1    | Tim Keefe         | Metropolitans de New York | 1883  | 20,0 |
| 2    | Old Hoss Radbourn | Grays de Providence       | 1884  | 19,3 |
| 3    | Jim Devlin        | Grays de Louisville       | 1876  | 18,6 |
| 4    | Pud Galvin        | Bisons de Buffalo         | 1884  | 18,4 |
| 5    | Guy Hecker        | Eclipse de Louisville     | 1884  | 17,8 |

#### Joueurs actifs

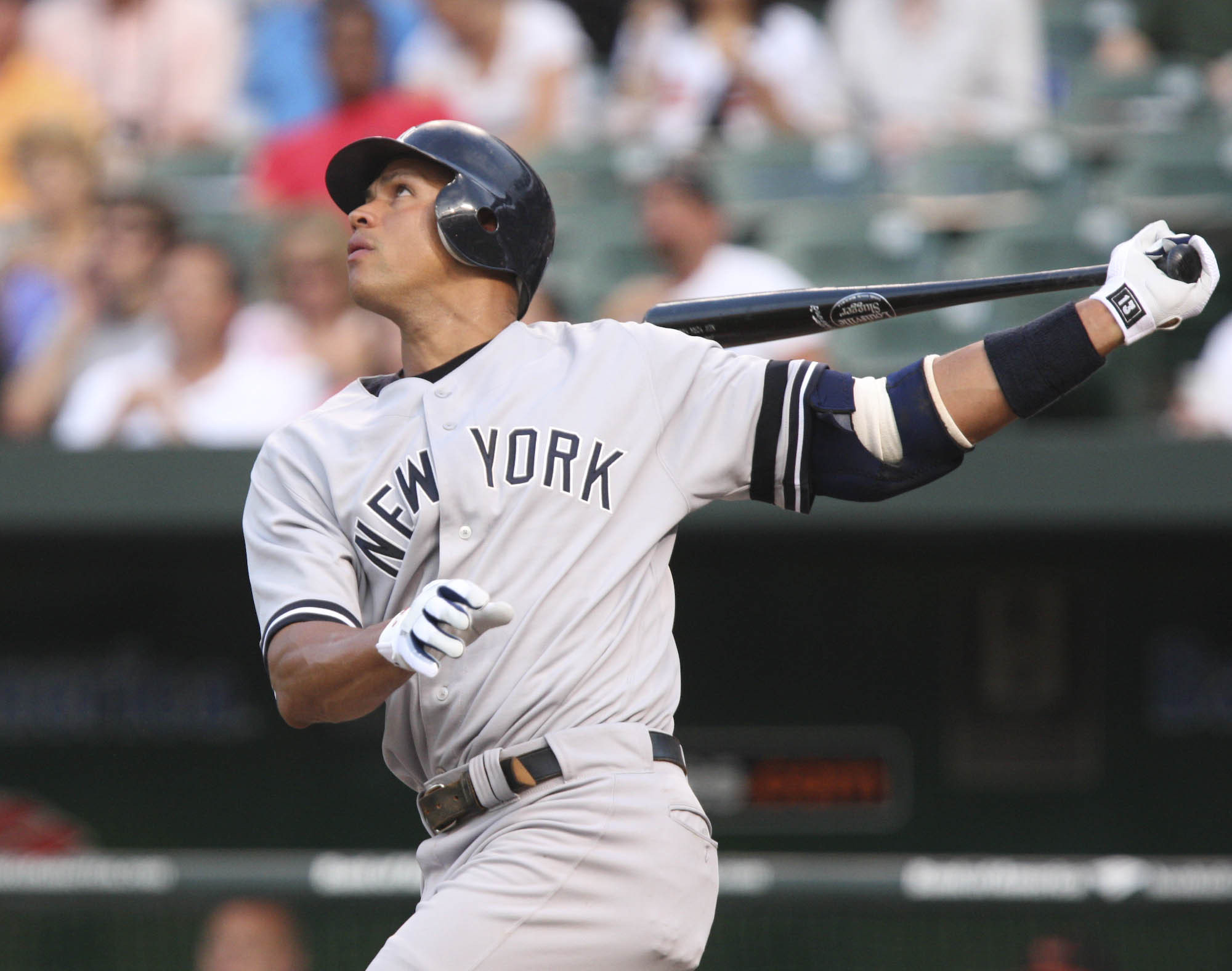
Alex Rodriguez.

- Les meneurs pour la WAR en carrière parmi les joueurs (de position ou lanceurs) actifs en 2014 dans la Ligue majeure de baseball[16] :

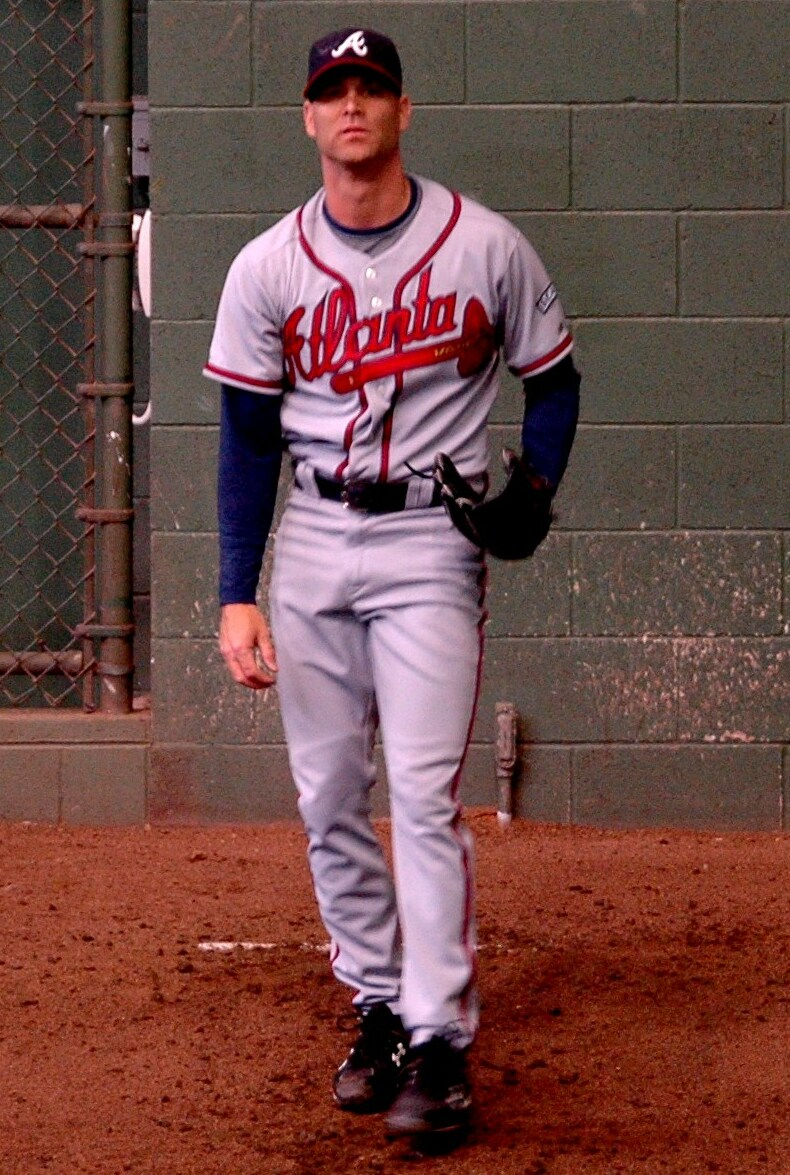
Tim Hudson.

| Rang | Joueur         | Pos.    | Première saison | WAR   |
| ---- | -------------- | ------- | --------------- | ----- |
| 1    | Alex Rodriguez | 3B-AC   | 1994            | 116,0 |
| 2    | Albert Pujols  | 1B      | 2001            | 96,5  |
| 3    | Adrián Beltré  | 3B      | 1998            | 76,6  |
| 4    | Derek Jeter    | AC      | 1995            | 72,1  |
| 5    | Carlos Beltrán | V       | 1998            | 68,0  |
| 6    | Chase Utley    | 2B      | 2003            | 61,6  |
| 7    | Bobby Abreu    | V       | 1996            | 59,8  |
| 8    | Tim Hudson     | L       | 1999            | 59,2  |
| 9    | Ichiro Suzuki  | V       | 2001            | 58,5  |
| 10   | Miguel Cabrera | 1B-3B-V | 2003            | 57,7  |

- Les meneurs pour la WAR en carrière parmi les lanceurs actifs en 2014 dans la Ligue majeure de baseball[16] :

| Rang | Joueur           | Première saison | WAR  |
| ---- | ---------------- | --------------- | ---- |
| 1    | Tim Hudson       | 1999            | 59,2 |
| 2    | Mark Buehrle     | 2000            | 57,0 |
| 3    | CC Sabathia      | 2001            | 54,8 |
| 4    | Johan Santana    | 2000            | 51,4 |
| 5    | Félix Hernández  | 2005            | 44,9 |
| 6    | Bartolo Colón    | 1997            | 44,7 |
| 7    | Cliff Lee        | 2002            | 44,2 |
| 8    | Justin Verlander | 2005            | 41,1 |
| 9    | Zack Greinke     | 2004            | 41,0 |
| 10   | Clayton Kershaw  | 2008            | 40,4 |

### Dernière saison
- Meneurs de la saison 2013 de la Ligue majeure de baseball pour le total de victoires au-dessus du remplacement[17] :

| Rang | Joueur           | Équipe                    | WAR |
| ---- | ---------------- | ------------------------- | --- |
| 1    | Carlos Gómez     | Brewers de Milwaukee      | 8,9 |
| 1    | Mike Trout       | Angels de Los Angeles     | 8,9 |
| 3    | Clayton Kershaw  | Dodgers de Los Angeles    | 8,4 |
| 4    | Josh Donaldson   | Athletics d'Oakland       | 8,0 |
| 5    | Andrew McCutchen | Pirates de Pittsburgh     | 7,9 |
| 6    | Robinson Canó    | Yankees de New York       | 7,6 |
| 7    | Miguel Cabrera   | Tigers de Détroit         | 7,5 |
| 7    | Cliff Lee        | Phillies de Philadelphie  | 7,5 |
| 9    | Paul Goldschmidt | Diamondbacks de l'Arizona | 7,3 |
| 10   | Hisashi Iwakuma  | Mariners de Seattle       | 7,0 |

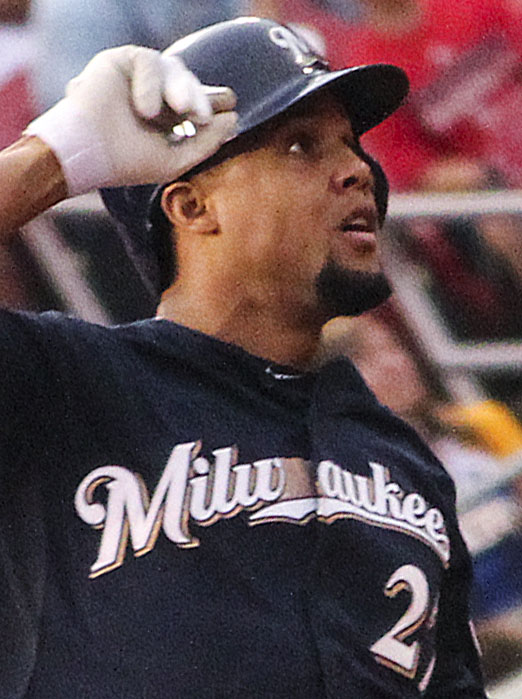
Carlos Gómez.

- Lanceurs valant le plus de victoires au-dessus du remplacement durant la saison 2013[18] :

| Rang | Joueur          | Équipe                   | WAR |
| ---- | --------------- | ------------------------ | --- |
| 1    | Clayton Kershaw | Dodgers de Los Angeles   | 8,4 |
| 2    | Cliff Lee       | Phillies de Philadelphie | 7,5 |
| 3    | Hisashi Iwakuma | Mariners de Seattle      | 7,0 |
| 4    | Chris Sale      | White Sox de Chicago     | 6,9 |
| 5    | Max Scherzer    | Tigers de Détroit        | 6,7 |

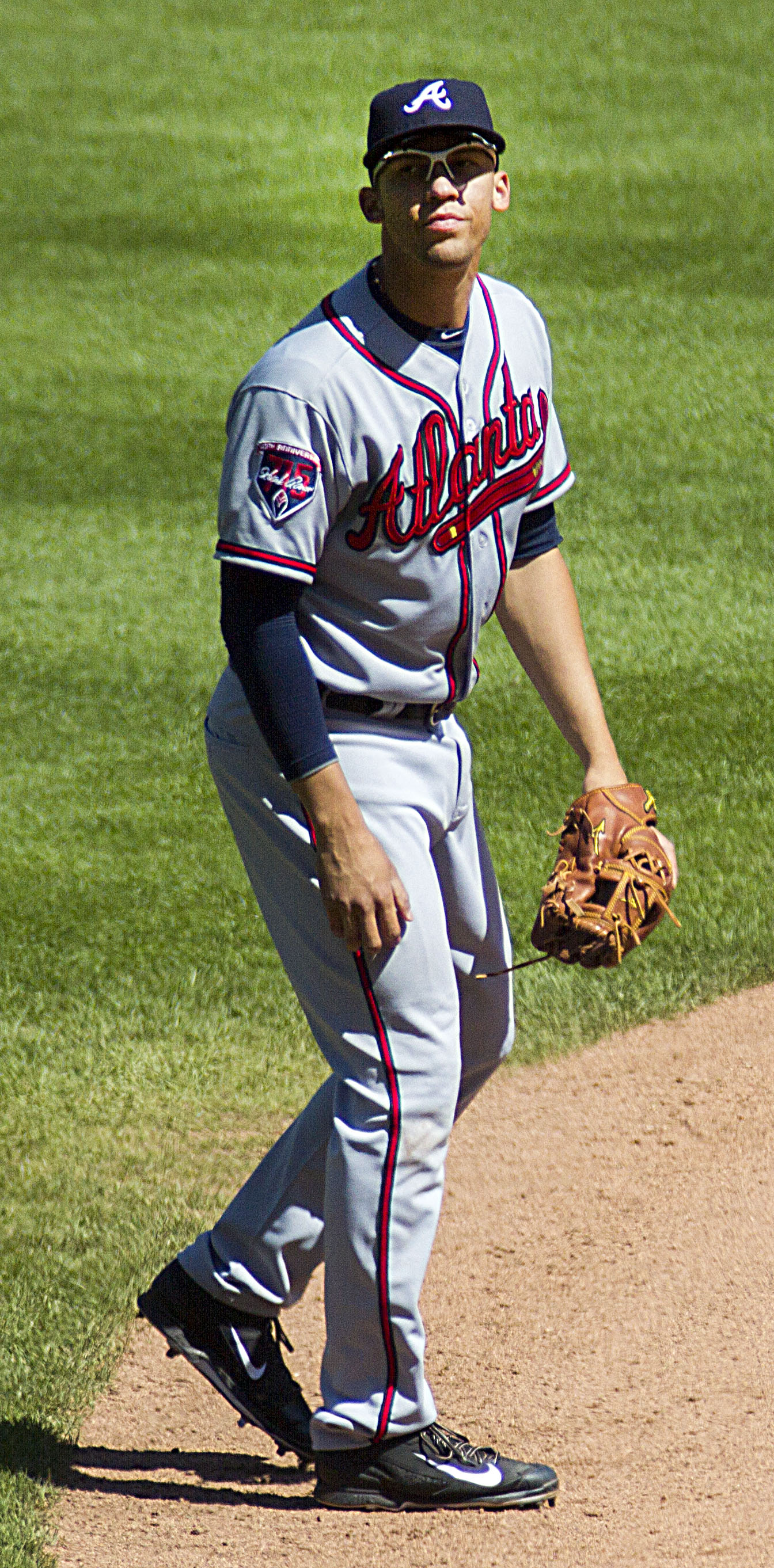
Andrelton Simmons.

- WAR offensive pour la saison 2013[17] :

| Rang | Joueur           | Équipe                | WAR |
| ---- | ---------------- | --------------------- | --- |
| 1    | Mike Trout       | Angels de Los Angeles | 9,7 |
| 2    | Miguel Cabrera   | Tigers de Détroit     | 9,2 |
| 3    | Andrew McCutchen | Pirates de Pittsburgh | 7,3 |
| 4    | Robinson Canó    | Yankees de New York   | 6,8 |
| 5    | Chris Davis      | Orioles de Baltimore  | 6,7 |

- WAR défensive pour la saison 2013[17] :

| Rang | Joueur            | Équipe                    | WAR |
| ---- | ----------------- | ------------------------- | --- |
| 1    | Andrelton Simmons | Braves d'Atlanta          | 5,4 |
| 2    | Carlos Gómez      | Brewers de Milwaukee      | 4,6 |
| 3    | Manny Machado     | Orioles de Baltimore      | 4,3 |
| 4    | Gerardo Parra     | Diamondbacks de l'Arizona | 4,0 |
| 5    | Nolan Arenado     | Rockies du Colorado       | 3,6 |